# Michael Haneke
Michael Haneke (München, 23. veljače, 1942. -) je austrijski redatelj i scenarist. 
Osim što je filmski i kazališni redatelj, također je pisac, filozof i profesor. Prije svega je poznat po filmovima koji izlažu probleme i slabosti suvremenog društva. Jedan je od rijetkih redatelja koji su dobitnici dvije Zlatne palme: 2009. godine za najbolji film nagrađen je njegov film Bijela vrpca, a 2012. godine, naradu za najbolji film dobio je za film Ljubav. Za posljednji je nominiran za Oscara u dvije kategorije: najbolji redatelj i najbolji scenarist.

## Filmografija
- Sedmi kontinent (1989.)
- Benny's Video (1992.)
- 71 Fragments of a Chronology of Chance  (1994.)
- Funny Games (1997.)
- Nepoznata šifra (2000.)
- The Piano Teacher (2001.)
- Time of the Wolf (2003.)
- Caché (2005.)
- Funny Games (remake) (2008.)
- Bijela vrpca (2009.)
- Ljubav (2012.)

## Vanjske poveznice
- Michael Haneke u internetskoj bazi filmova IMDb-u (engl.)